# Vik Sahay
Vikram "Vik" Sahay is een Canadees acteur. Hij is vooral bekend van de televisieserie Chuck, waarin hij als Lester Patel deel uitmaakt van de afdeling "Nerd Herd". Daarnaast speelt hij in de Roxy Hunter-filmreeks als "Rama".

## Jeugd
Vik Sahay is geboren in Ottawa, Canada. Zijn ouders komen uit India. Na zijn schooltijd op Canterbury High School of the Arts in Ottawa volgde hij een theaterstudie aan de Concordia University in Montreal.

## Filmografie

### Films
- 2023: It Lives Inside
- 2022: Bar Fight!
- 2019: Captain Marvel
- 2018: In Heaven's Hands
- 2018: Sharon 1.2.3.
- 2016: A Date with Miss Fortune
- 2013: Wer
- 2013: My Awkward Sexual Adventure
- 2012: American Pie: Reunion
- 2011: Afghan Luke
- 2008: Time Bomb
- 2008: The Rocker
- 2007: Amal
- 2005: Murder Unveiled
- 2001: Wings of Hope
- 1999: eXistenZ
- 1997: Good Will Hunting
- 1996: Hollow Point
- 1996: Rainbow

### Televisie
- 2018-2019: Lodge 49 (7 afleveringen)
- 2018: Scorpion
- 2017: Grimm
- 2017: Preacher
- 2016: The X-Files
- 2016: Lucifer
- 2016: Quest For Truth
- 2013-2014: Sean Saves the World
- 2013-2014: NCIS
- 2013: Bones
- 2013: The Mentalist
- 2008: Roxy Hunter and the Myth of the Mermaid (tv-film)
- 2008: Roxy Hunter and the Secret of the Shaman (tv-film)
- 2008: Roxy Hunter and the Horrific Halloween (tv-film)
- 2007–2012: Chuck (80 afleveringen)
- 2007: Roxy Hunter and the Mystery of the Moody Ghost (tv-film)
- 2005: This Is Wonderland (21 afleveringen)
- 2000–2002: Our Hero (11 afleveringen)
- 2000: The Ride (tv-film)
- 1998–1999: Radio Active (26 afleveringen)
- 1997: Platinum (tv-film)
- 1997: Balls Up (tv-film)
- 1996: Everything to Gain (tv-film)
- 1986–1987: You Can't Do That On Television (5 afleveringen)